# Aland-Elbe-Niederung
Aland-Elbe-Niederung este o arie protejată (arie de protecție specială avifaunistică — SPA) din Germania întinsă pe o suprafață de 5.123 ha, integral pe uscat.

## Localizare
Centrul sitului Aland-Elbe-Niederung este situat la coordonatele 52°57′27″N 11°47′43″E / 52.9575°N 11.7953°E.

## Înființare
Situl Aland-Elbe-Niederung a fost declarat arie de protecție specială avifaunistică în noiembrie 1992 pentru a proteja 104 specii de animale.

## Biodiversitate
Situată în ecoregiunea continentală, aria protejată nu include niciun habitat protejat.
La baza desemnării sitului se află mai multe specii protejate de  păsări (104): lăcar mare (Acrocephalus arundinaceus), lăcar-de-rogoz (Acrocephalus schoenobaenus), fluierar de munte (Actitis hypoleucos), pescăruș albastru (Alcedo atthis), rață sulițar (Anas acuta), rață lingurar (Anas clypeata), rață mică (Anas crecca crecca), rață fluierătoare (Anas penelope), Anas platyrhynchos platyrhynchos, rață cârâitoare (Anas querquedula), Anas strepera strepera, Anser albifrons albifrons, gâscă cenușie (Anser anser), gâscă cu cioc scurt (Anser brachyrhynchus), gâscă de semănătură (Anser fabalis), fâsă de luncă (Anthus pratensis), acvilă de munte (Aquila chrysaetos), acvilă țipătoare mică (Aquila pomarina), Ardea cinerea cinerea, ciuf de câmp (Asio flammeus), rață-cu-cap-castaniu (Aythya ferina), rața moțată (Aythya fuligula), rață roșie (Aythya nyroca), buhai de baltă (Botaurus stellaris stellaris), gâsca canadiană (Branta canadensis), Branta leucopsis, Bucephala clangula, șorecarul comun (Buteo buteo), șorecar încălțat (Buteo lagopus), fugaci de țărm (Calidris alpina), fugaci pitic (Calidris temminckii), egretă mare (Casmerodius albus albus), Charadrius dubius curonicus, prundaș gulerat mare (Charadrius hiaticula), chirighiță-cu-aripi-albe (Chlidonias leucopterus), chirighiță neagră (Chlidonias niger), barză albă (Ciconia ciconia ciconia), barză neagră (Ciconia nigra), erete de stuf (Circus aeruginosus), erete vânăt (Circus cyaneus), cristeiul de câmp (Crex crex), Cygnus columbianus bewickii, lebădă de iarnă (Cygnus cygnus), lebădă de vară (Cygnus olor), ciocănitoarea de stejar (Dendrocopos medius), ciocănitoare neagră (Dryocopus martius), presură de grădină (Emberiza hortulana), șoim de iarnă (Falco columbarius), Falco peregrinus peregrinus, Fulica atra atra, becațină comună (Gallinago gallinago), Gavia arctica arctica, cufundar mare (Gavia immer), cufundar mic (Gavia stellata), Grus grus grus, scoicar (Haematopus ostralegus), codalb (Haliaeetus albicilla), Ixobrychus minutus minutus, sfrâncioc roșiatic (Lanius collurio), sfrâncioc mare (Lanius excubitor excubitor), Larus argentatus, pescăruș argintiu (Larus cachinnans), pescăruș sur (Larus canus), Larus fuscus intermedius, Larus marinus, pescăruș mic (Larus minutus), pescăruș râzător (Larus ridibundus), Limosa limosa limosa, ciocârlie de pădure (Lullula arborea), Luscinia svecica cyanecula, ferestraș mic (Mergus albellus), Mergus merganser merganser, Mergus serrator, gaia neagră (Milvus migrans), gaia roșie (Milvus milvus), codobatura galbenă (Motacilla flava), Numenius arquata arquata, Numenius phaeopus, Nycticorax nycticorax nycticorax, vultur pescar (Pandion haliaetus), viespar (Pernis apivorus), cormoran mare (Phalacrocorax carbo carbo), bătăuș (Philomachus pugnax), ploier auriu (Pluvialis apricaria), ploier argintiu (Pluvialis squatarola), Podiceps cristatus cristatus, Podiceps grisegena grisegena, Podiceps nigricollis nigricollis, Porzana parva parva, cresteț pestriț (Porzana porzana), ciocântors (Recurvirostra avosetta), pițigoi-pungar (Remiz pendulinus), mărăcinar (Saxicola rubetra), chiră de baltă (Sterna hirundo), silvie porumbacă (Sylvia nisoria), Tachybaptus ruficollis ruficollis, călifar alb (Tadorna tadorna), fluierar negru (Tringa erythropus), fluierar de mlaștină (Tringa glareola), fluierar cu picioare verzi (Tringa nebularia), fluierarul de zăvoi (Tringa ochropus), fluierarul cu picioare roșii (Tringa totanus), pupăză (Upupa epops), nagâț (Vanellus vanellus).
Pe lângă speciile protejate, pe teritoriul sitului au mai fost identificate 1 specie de păsări.